# Setge de Nicea (1097)
El Setge de Nicea va tenir lloc entre el 14 de maig i el 19 de juny de l'any 1097, durant la Primera Croada. Va ser el primer enfrontament entre l'exèrcit croat i els turcs seljúcides, que va acabar amb la victòria croada i la captura de la ciutat per part de l'exèrcit romà d'Orient.

## Antecedents
Nicea, una ciutat localitzada a la costa est del llac Ascani, va estar en poder de l'Imperi Romà d'Orient fins a l'any 1077, en què els turcs seljúcides li prenen la ciutat i estableixen la capital de l'Soldanat de Rum. El 1096, la Croada dels Pobres va arribar fins a Nicea després d'haver saquejat tots els voltants de la ciutat, però van ser ràpidament destruïts i dispersats pels turcs. Per això, el sultà Kilidj Arslan I no es va prendre com una amenaça la segona onada de croats que va arribar més tard, fins al punt de deixar la seva família i el seu tresor a Nicea per anar a combatre contra els danishmèndides pel control de Malatya.

## Desenvolupament tàctic
Després de múltiples acords i juraments presos entre l'emperador Aleix I Comnè i els principals generals croats, l'exèrcit croat va començar a mobilitzar-se per abandonar Constantinoble a finals d'abril de 1097. Jofré de Bouillon va ser el primer a arribar a Nicea seguit de Bohemon de Tàrent, el nebot d'aquest Tancred, Ramon IV de Tolosa i Robert II de Flandes, acompanyats de Pere l'Ermità, alguns supervivents de la Croada dels Pobres i un petit contingent de tropes romanes d'Orient liderades per Manuel Boutoumites. El 6 de maig van arribar a la ciutat, amb escasses provisions, de manera que Bohemon va ordenar portar aliments tant per terra com per mar. El setge va començar el 14 de maig, assignant diferents tropes de l'exèrcit croat a diferents seccions dels murs de la ciutat, que es trobaven fortament defensats per 200 torres. Bohemon va acampar a la zona nord de la ciutat, Jofré a l'est i Ramon i Ademar de Puy al sud.

## La derrota de Kilij Arslan
El 16 de maig els defensors turcs van sortir de la ciutat per atacar els croats, però van ser derrotats ràpidament perdent 200 homes. Veient-se així en una situació desesperada, els turcs van enviar missatges a Kilidj Arslan I suplicant el seu retorn, el qual, en adonar-se de la perillosa amenaça que suposaven els croats, va tornar ràpidament a Nicea. Les primeres tropes turques van arribar el 20 de maig i van ser derrotades per Roberto de Flandes. El 21 de maig es van enfrontar l'exèrcit croat i l'exèrcit de Kilidj Arslan en una batalla que va durar tota la nit i, després de nombroses pèrdues en tots dos bàndols, va acabar amb la rendició de Kilidj Arslan, tot i les súpliques dels turcs de Nicea, la situació era crítica.
La resta dels croats van anar arribant a Nicea al llarg del mes de maig i principis de juny, amb Robert de Normandia i Esteve de Blois al capdavant. Mentrestant, Ramon i Ademaro van començar a construir una gran màquina de setge que va ser posada a la Torre Gònates per tal de mantenir ocupats els defensors dels murs mentre els sapadors minaven els fonaments de la torre des de baix. La torre va ser malmesa, però no es va arribar a enderrocar.

## Arribada de les tropes romanes d'Orient
L'emperador romà d'Orient Aleix I no va acompanyar als croats en la seva campanya, sinó que va avançar darrere d'ells i establir el seu campament prop de Pelecanum. Des d'allà, enviament per terra els pots que necessitaven els croats per travessar el llac Ascanio, el qual havia estat utilitzat fins aquell moment pels turcs per aprovisionar a la ciutat d'aliment. Els bots, carregats de turcoples, van arribar el 17 de juny, al comandament de Manuel Boutoumites. El general Tatikios i Tzitas també van ser enviats al costat de 2.000 peltastes. Els habitants turcs de Nicea havien escrit a Aleix demanant la seva ajuda després de la rendició i retirada de Kilidj Arslan I, de manera que va donar ordres a Boutoumites de negociar en secret i al marge dels croats, la rendició de la ciutat. Tatikios va ser l'encarregat d'unir-se als croats i dur a terme un assalt directe als murs, mentre que Boutoumites intentaria fer el mateix, de manera que sembla que els romans d'Orient havien capturat la ciutat. Després de la maniobra, el 19 de juny el turcs es rendien a Boutoumites.
Quan els croats es van adonar de l'estratagema d'Aleix, es van mostrar decebuts i enfadats, ja que no van poder saquejar la ciutat per obtenir diners i provisions. Boutoumites va ser nomenat duc de Nicea i va prohibir l'entrada dels croats a la ciutat en grups superiors a 10 persones al mateix temps. Boutoumites també va expulsar a aquells generals turcs dels quals desconfiava (de fet, aquests homes van intentar prendre com a ostatges els guies romans d'Orient per negociar amb l'emperador). La família de Kilidj Arslan va ser enviada a Constantinoble, però finalment van ser posats en llibertat sense demanar rescat. Aleix va aprovisionar als croats amb diners, cavalls i altres estris, però això no va servir per aplacar la ràbia dels croats per no haver pogut saquejar la ciutat. Per això, Boutoumites va decidir no permetre la sortida dels croats fins que haguessin jurat vassallatge a l'emperador Aleix, si no ho havien fet encara a Constantinoble. En un principi, Tancred i Bohemon es van negar, però finalment van accedir i van fer el jurament.

## Conseqüències
Els croats van abandonar Nicea el 26 de juny, dividint en dos contingents. El primer, a l'avantguarda, estava format per Bohemon I d'Antioquia, Tancred d'Hauteville, Robert II de Normandia, Robert II de Flandes i Tatikios, i el segon d'ells, a la rereguarda, estava format per Jofré de Bouillon, el seu germà Balduí de Boulogne, Esteve de Blois i Hug de Vermandois. Tatikios, com a enviat romà d'Orient, tenia instruccions d'assegurar el lliurament de totes les ciutats conquerides a l'imperi.
Després de la seva primera victòria, els croats avançaven amb la moral alta, com es pot apreciar en les cartes d'Esteve la seva dona Adela de Blois, on li indica que arribaran a Jerusalem en cinc setmanes. L'1 de juliol s'enfronten i vencen de nou a Kilidj Arslan en la Batalla de Dorilèon i a l'octubre arriben a la ciutat d'Antioquia, on comença un llarg setge. No arribaran a Jerusalem fins al juny de l'any 1099, dos anys després de la seva sortida de Nicea.